# وفا (مجموعه تلویزیونی)
وفا مجموعهٔ تلویزیونی به کارگردانی محمدحسین لطیفی است که در نوروز سال ۱۳۸۵ هر شب از شبکهٔ سوم  نمایش داده می‌شد.

## خلاصه داستان
سریال وفا درباره عشق جوانی ایرانی یهودی به نام ژوبین پناهی به دختری لبنانی-ایرانی به نام وفا است که به اتهام جاسوسی برای اسرائیل در ایران زندانی شده. او به دلیل مشکلات روحی و روانی ناشی از کشته شدن پدر و مادرش در انفجار بمبی در قبرس و دوری از دختر مورد علاقه‌اش (وفا) در تیمارستان بستری شده است. ژوبین توسط یک جاسوس اسرائیل که اسم مستعارش خرچنگ است از تیمارستان فراری داده می‌شود و پس از تغییر قیافه و با هویت جعلی همراه خرچنگ از ایران به اردن و منزل دیوید می‌رود؛ سپس او طبق نقشه قبلی دیوید برای دیدن وفا به لبنان می‌رود و بعد از مدتی، دیوید و خرچنگ به او می‌پیوندند. ژوبین پس از بی توجهی‌های وفا، واقعیت را به او و پدرش می‌گوید اما وفا از ژوبین می خواهد که به او فرصت دهد. بعد از چند روز، وفا پیشنهاد ژوبین را برای فرار قبول می‌کند و...
این مجموعه تلویزیونی که در ایران و لبنان فیلمبرداری شده بود، در دومین جشنواره فیلم پلیس موفق شدجایزه ی ویژه هیئت داوران را دریافت کند.

## بازیگران
- پوریا پورسرخ در نقش ژوبین پناهی؛ دانشجو و زندانی ایرانی یهودی (به اتهام جاسوسی)، عاشق وفا.

- هانیه توسلی در نقش وفا ابوزید؛ دانشجوی لبنانی-ایرانی، معشوقۀ ژوبین، خواهر حسین (عضو حزب الله).

- فرهاد اصلانی در نقش سعید خاوری؛ مأمور اطلاعاتی، قاتل خرچنگ.

- فرهاد قائمیان در نقش ارمیا نیکونظر معروف به خرچنگ؛ عضو موساد، تروریست، قاتل وفا، ژوبین، حق‌شناس، فروغ و اشرف.[۲]

- الیزابت امینی در نقش فروغ؛ همسر خرچنگ.

- رضا ایرانمنش در نقش حسین ابوزید؛ عضو حزب الله و برادر وفا.
- عدی رعد در نقش پلیس لبنانی.
- لیدا عباسی در نقش اشرف شوکولات؛ زندانی سابق[۳]
- مجید یاسر در نقش حسین حق‌شناس؛ مامور نیروی انتظامی.
- سولماز آقمقانی در نقش همسر حسین حق شناس.

## جوایز و نامزدی‌ها
| ۱۳٨۶ | دهمین جشن حافظ |                                  |              |          |
| ۱۳٨۶ | دهمین جشن حافظ | بهترین بازیگر مرد درام تلویزیونی | پوریا پورسرخ | نامزدشده |
| ۱۳٨۶ | دهمین جشن حافظ | بهترین خواننده ترانه تیتراژ      | محمد اصفهانی | نامزدشده |